# Neugasse 1 (Coburg)

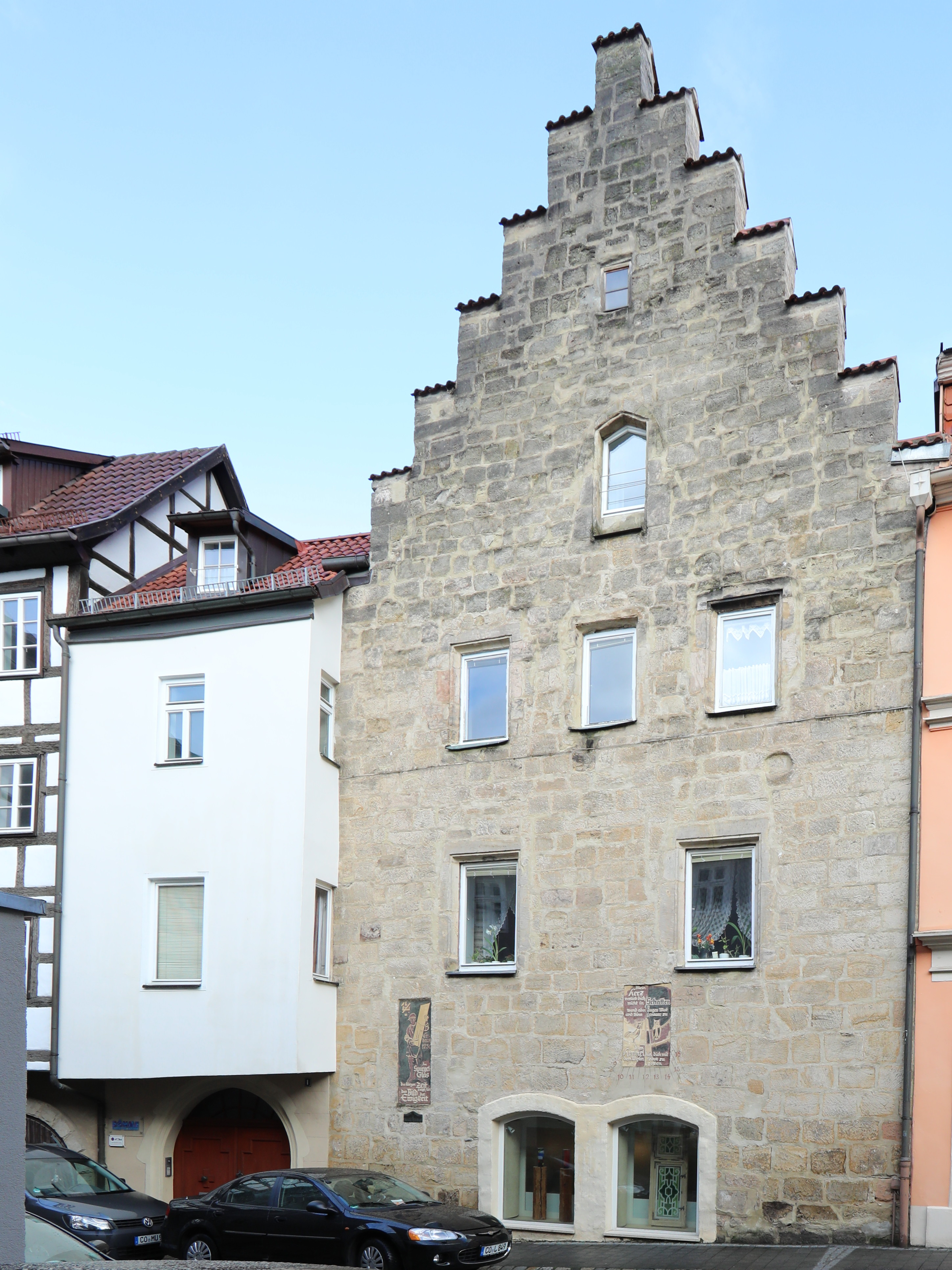
Neugasse 1 in Coburg

Das Haus Neugasse 1 in der oberfränkischen Stadt Coburg steht zwischen dem Marktplatz und dem Kirchhof in einem der ältesten Stadtquartiere. Der denkmalgeschützte Gebäudekomplex entstand im ältesten Teil Anfang bis Mitte des 13. Jahrhunderts.
Links neben dem Haupthaus steht eine überbaute Tormauer mit einer rückwärtigen Hoflaube und rechtwinkelig ein viergeschossiges Rückgebäude mit einem Treppenturm.

## Geschichte
Das Haupthaus geht auf ein Steinwerk um etwa 1250 zurück. Es ist in Coburg wohl das älteste erhaltene Steinhaus. Die erstmalige Erwähnung im Stadtbuch war 1399. Ende des 15. Jahrhunderts wurde das Gebäude zu einem Wohnhaus umgebaut. Dabei wurden unter anderem Gewölbe im Erdgeschoss eingezogen, nachträgliche Fenster eingesetzt und der Treppengiebel aufgesetzt. Dendrochronologisch wurde der Dachstuhl von Neugasse 1 auf das Jahr 1509/1510 datiert. Mitte des 16. Jahrhunderts wohnte der Superintendent Maximilian Mörlin in dem Haus. Im Jahr 1692 wurde der Treppengiebelbau als ein Mittelbau mit steinernem Fuß, drei Stockwerken, fünf Stuben, zwei Keller und einem Stall beschrieben. Ein Werkstatteinbau mit segmentbogigen Fenstern im Erdgeschoss erfolgte 1903.
Die Tormauer mit Einfahrt entstand im 16. Jahrhundert. Dies erfolgte vermutlich nach der Anlage der Neugasse im Jahr 1556 durch den Bau des Tordurchgangs beim benachbarten Münzmeisterhaus als neue Verbindung von der Ketschengasse zum Kirchhof. Die zweigeschossige Überbauung der Durchfahrt und eine offene Hoflaube zur Verbindung mit dem Rückbau wurden im 17. oder 18. Jahrhundert errichtet.
Das Rückgebäude geht wohl mit seinem massiven Erdgeschoss auch auf das Hochmittelalter zurück. Mitte des 15. Jahrhunderts bestand die Fachwerkkonstruktion der Obergeschosse. Die Gestaltung des heutigen Treppenhausturmes erfolgte im 16. oder 17. Jahrhundert. Zuvor existierte vermutlich eine mittelalterliche Außentreppe.

## Architektur
Das dreigeschossige, giebelständige Hauptgebäude ist in Coburg das einzige Beispiel spätromanischer Profanarchitektur. Ein Treppengiebel bestimmt die Fassade des Kernbaus, die aus unverputzten Sandsteinquadern besteht und eine spätmittelalterliche bzw. neuzeitliche Fensteranordnung aufweist. Die Sonnenuhr auf einem farbigen Steinrelief stammt aus dem 20. Jahrhundert. Im Erdgeschoss sind drei Lagerräume mit Tonnengewölben vorhanden, entsprechend einer ursprünglichen Nutzung als Lager- oder Verkaufsraum, deren rundbogige Ausgänge zum Innenhof mit Holztüren und Gittern gesichert waren. Die Erschließung des Anwesens erfolgte vermutlich ursprünglich über eine Zufahrt von der Ketschengasse und/oder vom westlichen Kirchhof.
Das Dachtragwerk des Satteldaches ist etwa 7,3 Meter hoch und hat bei einer Spannweite von etwa 9,3 Meter eine Steigung von circa 57°. Auf eine Länge von etwa 15,1 Meter befinden sich 18 Gespärre, davon sind zwei in den jeweiligen Giebelwänden.
Die Tormauer besitzt eine rundbogige Einfahrt. Die Durchfahrt und der halbe Hof sind mit einem auskragenden, zweigeschossigen Satteldachhaus und einer offenen Laube, die auf Kragbalken ruht, überbaut. Das traufständige Haus besteht aus einer verputzten Fachwerkkonstruktion.
Das Rückgebäude ist als viergeschossiges, traufständiges Satteldachhaus ausgebildet. Das Gebäude besitzt ein massives gewölbtes Erdgeschoss auf dem ein auskragender, dreigeschossiger Fachwerkbau steht. Die Erschließung von Haupt- als auch Rückgebäude erfolgt über einen achteckigen Treppenturm, der sich durch eine Spindeltreppe und eine welsche Haube kennzeichnet.